# Vadonia ciliciensis
Vadonia ciliciensis là một loài bọ cánh cứng trong họ Cerambycidae.